# Acanthoscelides herissantitus
Acanthoscelides herissantitus är en skalbaggsart som beskrevs av Johnson 1983. Acanthoscelides herissantitus ingår i släktet Acanthoscelides och familjen bladbaggar. Inga underarter finns listade i Catalogue of Life.